# كأس سلوفاكيا 2016–17
كأس سلوفاكيا 2016–17 هو موسم من كأس سلوفاكيا. كان عدد الأندية المشاركة فيه 202، وفاز فيه نادي سلوفان براتيسلافا.